# Gabrielle Terpstra
Gabrielle Terpstra (Dokkum, 1 maart 1990) is een Nederlandse dichter, schrijver en podcastmaker. Ze schrijft voornamelijk in het Fries en is medeoprichter van het dichterscollectief Pauperpoëzie.

## Leven en werk
Terpstra groeide op in een moeilijke thuissituatie. Haar ouders waren verslaafd aan drugs en haar moeder overleed toen ze vier jaar oud was. Ze werd opgevoed door familie van moederskant. Op haar zestiende raakte ze zelf verslaafd aan drank en drugs, maar na acht jaar besloot ze af te kicken. Haar ervaringen met trauma verslaving zijn een belangrijk thema in haar werk. Terpstra volgde de opleiding Creatief Ondernemerschap aan de Academie voor Popcultuur in Leeuwarden, waar ze haar liefde voor de Friese taal ontdekte. Terpstra haalt inspiratie uit het menselijk leven en beschouwt schrijven als een vorm van emotionele zuivering. Hoewel ze opgroeide in een Friese omgeving en haar grootvader de Friese schrijver Piter Terpstra was, had ze aanvankelijk weerstand tegen de Friese taal. Door haar betrokkenheid bij Friese schrijvers en literatuur veranderde dit.
In 2021 startte Terpstra met de literaire podcast Gabrielle en Arjan bedoele it net ferkeard, in samenwerking met dichter Arjan Hut. De podcast, waarin ze spreken over persoonlijke zaken, literatuur en literaire evenementen, werd uitgezonden als onderdeel van het radioprogramma Noardewyn op Omrop Fryslân. Terpstra heeft in 2024 haar debuutbundel uitgebracht 'Tsjintwurdich is alles better' die positief ontvangen is door o.a. Albertina Soepboer.

## Pauperpoëzie
In 2021 richtte Terpstra samen met een vriendin het dichterscollectief Pauperpoëzie op. Tot de aangesloten dichters behoren Erik de Boer, Alwin van der Toorn, Emily Wieland, Lubbert-Jan de Vries en Terpstra zelf. Het collectief staat bekend om poëzie met een 'randje'.